# Wapen van Gelderland

Het wapen van Gelderland is het gedeelde wapen van de Nederlandse provincie Gelderland. Op de rechterhelft staat de klimmende Gelderse leeuw, op de linkerhelft de klimmende Gulikse leeuw. De beschrijving luidt:
"Gedeeld : I in azuur een omgewende, dubbelstaartige leeuw van goud, gekroond van hetzelfde en getongd en genageld van keel; II in goud een leeuw van sabel, getongd en genageld van keel. Het schild gedekt met de hertogelijke kroon van goud, gevoerd van keel met hermelijnen opslagen. Schildhouders: twee leeuwen van goud, getongd en genageld van keel. "

## Geschiedenis
De eerst erkende graaf van Gelre moet Gerard I van Gelre (graaf van Wassenberg) zijn geweest. Het vroegst bekende Gelderse zegel bestond uit een schilddragende ruiter met een wapen dat lijkt te zijn voorzien van een geschulpte schildrand met daarbinnen een patriarchaal of dubbel kruis of drie fasen (dwarsbalken) met een kruis daarboven. De drie fasen doen denken aan het wapen van de graaf van Lohn. Het is bekend dat erfdochter Ermgard van Zutphen met Gerard II van Gelre trouwde, en op zijn beurt het graafschap Zutphen verwierf. Het wapen wijzigt snel.

### Boulogne

Boulogne

In 1181 trouwde Gerard IV met Ida van Boulogne, erfdochter van Mattheüs I van de Elzas en Maria van Boulogne. Gerard IV werd daardoor graaf van Boulogne en nam haar wapen over. Na het huwelijk veranderde het schild in de versie met de drie bollen of koeken, met deze drie bollen van Boulogne werd ook voor Gelre gezegeld. Die bollen werden later mispelbloemen. In een variant van de Wichard sage wordt gespeculeerd over een mispelboom die gestaan zou hebben op de plaats waar zonen van Pont met een draak vochten die "Gelre" riep. Uit 1190 is bewaard gebleven, een zegel waarop Otto I een schild met drie rode vijfbladige bloemen voerde op een gouden schild. Deze kleuren zijn bekend omdat zij nu nog voorkomen op het grafmonument van graaf Gerard IV in Roermond. Op het monument staan rode bloemen op een gouden veld afgebeeld. De bloemen worden later rozen, mispels of Gelderse rozen genoemd.

### Gelderse leeuw
Na 1236 verandert het wapen weer. Otto II van Gelre was de eerste die een gouden leeuw op een blauw veld bezaaid met blokjes voerde. Het wapen blijkt nagenoeg gelijk aan het wapen van Nassau. Onbekend is waarom. Men vermoedt dat de wortels van de graven van Gelre in Vlaanderen liggen voordat Gerard I Flamens gebied in leen ontving van de keizer in Wassenberg, waarna zij Wassenberg of later Gelre werden genoemd. Er is geen aantoonbare familieband met Nassau vastgesteld. Vermoedelijk was het een wapen die een bepaalde hoge militaire rang vertegenwoordigde. Zo'n rang zou dan gepaard zijn met de titel van hertog en leeuw in het wapen. De blokjes zouden dan ter vermindering aangebracht kunnen zijn voor personen die geen hertog waren. Hetgeen een mogelijke reden zou kunnen zijn voor het vervallen van die blokjes na 1339. Na de verheffing van graafschap naar hertogdom in 1339 wordt ook het wapen vermeerderd. Zo krijgt de gouden leeuw een kroontje, een extra staart en verdwijnen de blokjes. In deze vorm wordt het wapen ook in het wapenboek Gelre afgebeeld. Deze vorm in combinatie met de mispelrozen zijn te zien in de wapens van Doetinchem, Laren en Geldern. Vanaf dat moment wordt de geschiedenis van de ontwikkeling van het wapen duidelijker.

### Personele unie met Gulik
Keizer Karel IV beleende Gelre in 1377 aan Willem III van Gulik waardoor het tot een personele unie kwam tussen de hertogdommen van Gelre en Gulik. Willem trouwde met Catharina van Beieren (weduwe van zijn oom) Eduard van Gelre. Niet lang daarna verscheen het wapen met de leeuw van Gelre samen met de leeuw van Gulik op een gedeeld schild. Volgens het wapenboek Huldenberg uit de 15e eeuw is het eerst nog een gecarteleerd wapen, werd voor 1543 een gedeeld schild gebruikt waarbij beide leeuwen dezelfde kant opkijken. Na 1543 verschijnt de Gelderse leeuw omgewend op het schild, zodat de leeuwen elkaar aankijken. Dit wapen werd kortstondig opgenomen in het Wapen van Gulik-Kleef-Berg van Willem V van Kleef waarbij ook het wapen van het graafschap Zutphen een plekje kreeg. De hertog verloor echter de oorlog om Gelre van keizer Karel V, waarna de wapens van Gelre en Zutphen weer verdwenen.

### Bevestiging van het wapen

Gelderse leeuw met wapen van graafschap Zutphen eind 17e eeuw

Meestal werd het gedeelde wapen Gelre-Gulik met het wapen van graafschap Zutphen ernaast afgebeeld. Tussen 1581-1790 werd ook de rode leeuw op een zilveren veld van Zutphen (correct) in het wapen opgenomen. Aan het einde van de 17e eeuw werd het helmteken vervangen door een kroon en schildhouders, zoals bij het wapen van de Republiek. Uit bewaard gebleven koperen provinciale munten afkomstig uit eind 16e eeuw tot en met de 17e/18e eeuw blijkt dat het wapen Gelre-Gulik met een hertogskroon in deze periode gangbaar was. Het wapen in deze periode kent echter geen vaste vorm, soms dragen beide leeuwen een kroon, of helemaal niet, dan heeft de linker leeuw een kroon, of alleen de rechter leeuw. In 1814 werd bij de oprichting van de huidige provincie Gelderland aan weerszijden nog twee gouden leeuwen toegevoegd en bovenop een hertogskroon. Dit wapen werd dat jaar geregistreerd in het wapenregister van de Hoge Raad van Adel. Het wapen was daarmee nog niet bevestigd. Dat bleek het geval tijdens de bouw van de brug bij Heusden. Het was de wens van de ingenieur om het provinciewapen in de brug te plaatsen. Provincie griffier Antonie Brants schreef de ingenieur dat er geen officieel wapen was vastgesteld. Brants maakte circa 1919 een ontwerp (dat veel lijkt op het huidige wapen, zonder schildhouders) met commentaar en historische informatie. Zijn ontwerp werd nooit in gebruik genomen. Het in 1814 geregistreerde wapen werd bij Koninklijk Besluit op 10 oktober 1935 bevestigd. De combinatie uit de 14e eeuw, met het gedeelde schild Gelre-Gulik uit de tijd toen Willem van Gullik hertog van Gelre werd, is toen overgenomen. In 1953 moest ook een vlag voor de provincie worden ontworpen waar men het wapen met de hertogskroon op had willen zien, de Hoge Raad ging daarmee echter niet akkoord.

## Graafschap Gelre

1131-1179
vóór 1190
1190-1236
1236-1339

## Hertogdom Gelre

1339-1377
Volgens het wapenboek Huldenberg (15e eeuw)
omstreeks 1543
1543-1799 (met Zutphen)

## Provincie Gelderland

1814, geen besluit bekend.
Afgewezen ontwerp
Afgewezen ontwerp
Afgewezen ontwerp